# Heinrich Salmuth

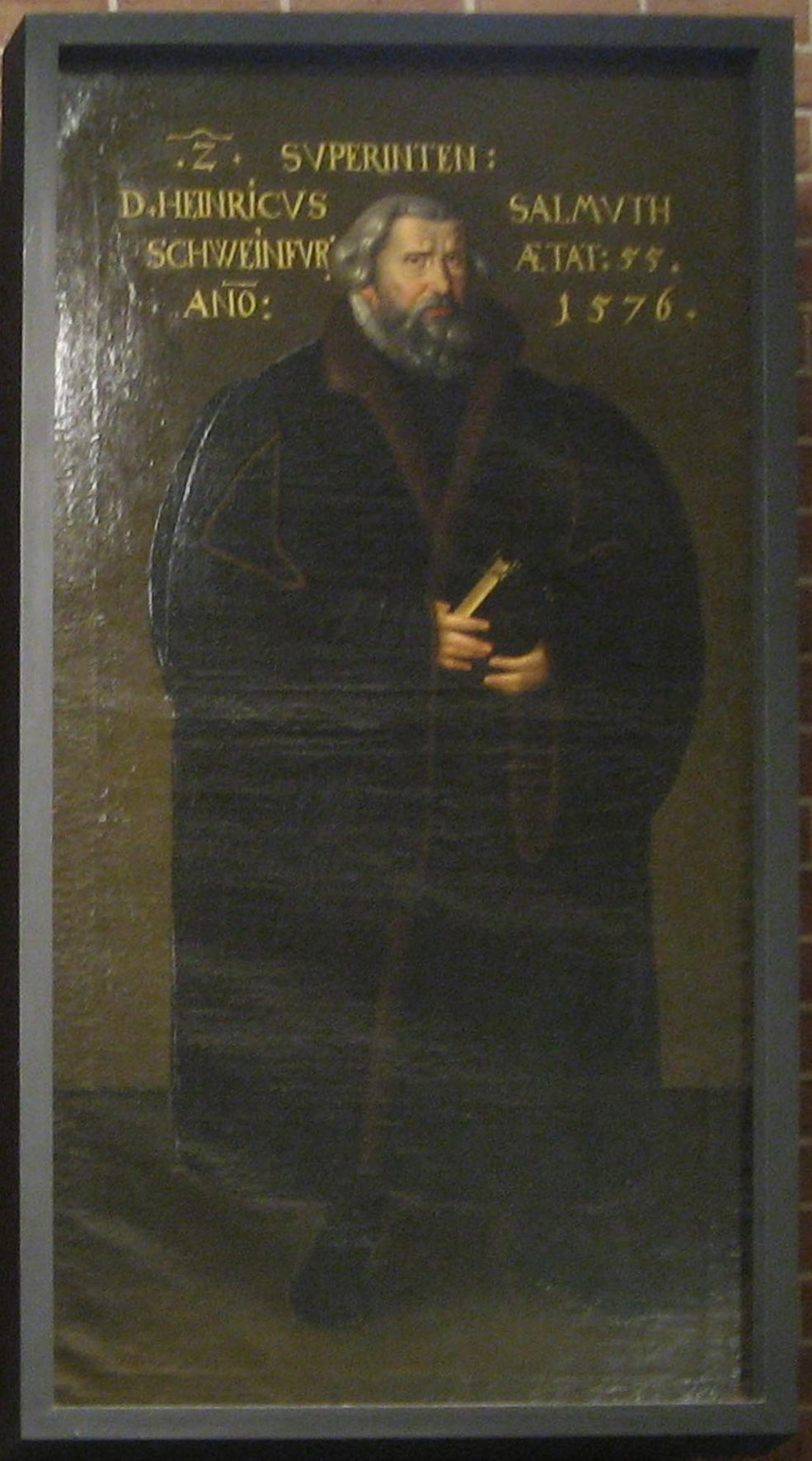
Heinrich Salmuth auf einem Gemälde von Johann von der Perre in der Leipziger Thomaskirche (1614)

Heinrich Salmuth, auch Beringer (* 2. März 1522 in Schweinfurt; † 20. März 1576 in Leipzig) war ein deutscher evangelischer Theologe und Superintendent in Leipzig. Ein Nachkomme war Wigand von Salmuth.

## Leben
Salmuths Vater hieß zwar Georg Beringer, Heinrich nannte sich aber nach seinem Stiefvater Sebastian Salmuth. Er besuchte die Schule in Schweinfurt, kam mit 14 Jahren nach Leipzig und begann dort zu studieren. Sein Schwiegervater Johann Pfeffinger wurde nach Einführung der Reformation Superintendent in Leipzig und Salmuth erhielt nach Abschluss seiner Studien 1552 dessen Pfarrstelle.
Er wurde von zwei Fakultäten promoviert und wurde 1558 zum vierten Professor der Theologie ernannt. Nach dem Tode Pfeffingers wurde er 1573 dessen Nachfolger als Professor Primarius, Stadtsuperintendent und Domherr in Meißen. Infolge schwacher Gesundheit konnte er jedoch nicht stärker in der Öffentlichkeit hervortreten. Literarisch ist er stärker wirksam geworden, vor allem durch seine Katechismuspredigten, die sein Sohn Johann Salmuth postum 1581 in Druck gab.
Waren Katechismuspredigten schon früher üblich, so sind sie durch ihn erst beliebt geworden. Es liegen auch weitere Predigtsammlungen von ihm und zahlreiche Disputationen seiner Studenten vor. Im Allgemeinen war er ein milder Philippist. 1557 war er Generalvisitator für Thüringen. 1565 nahm er die Neuordnung der Universität Jena vor.